# Íñigo González de Heredia
Íñigo González de Heredia Aranzabal (Vitoria, 15 marzo 1971) è un ex ciclista su strada spagnolo, professionista dal 1995 al 2006.

## Palmarès

### Strada
- 1993 (Dilettanti, una vittoria)

Memorial Rodríguez Inguanzo
- 1996 (Euskadi, una vittoria)

Campionati spagnoli, Prova a cronometro Elite
- 1998 (Vitalicio Seguros-Grupo Generali, una vittoria)

Memorial Manuel Galera

#### Altri successi
- 1997 (Euskadi)

1ª tappa - parte b Vuelta a La Rioja (Calahorra, cronosquadre)

## Piazzamenti

### Grandi Giri
- Vuelta a España

1995: 70º
1996: ritirato (17ª tappa)
1997: ritirato (7ª tappa)

### Classiche monumento
- Milano-Sanremo

1998: 125º
- Liegi-Bastogne-Liegi

1999: ritirato
- Giro di Lombardia

1999: 53º

### Competizioni mondiali
- Campionati del mondo

Mosca 1989 - In linea Junior: 74º